# 沃克斯山
71°15′S 164°50′E / 71.250°S 164.833°E
沃克斯山是南極洲的山峰，位於維多利亞地，屬於康科德山脈的一部分，海拔高度1,780米，該山峰以美國海軍上尉命名，現時受南極條約體系管理。